# ينس غاد
ينس غاد (بالألمانية: Jens Gad)‏ هو عازف قيثارة ومنتج أسطوانات ومغني وملحن ألماني، ولد في 26 أغسطس 1966 في ميونخ في ألمانيا.

## وصلات خارجية
- الموقع الرسمي
- ينس غاد على موقع IMDb (الإنجليزية)
- ينس غاد على موقع ميوزك برينز (الإنجليزية)
- ينس غاد على موقع ديسكوغز (الإنجليزية)